# 만하임
만하임(독일어: Mannheim)은 인구 32만으로 슈투트가르트에 이어 바덴뷔르템베르크주에서 두 번째로 큰 도시이다. 쿠어팔츠의 옛 수도였던 이 도시는 오늘날에도 라인-넥카 메트로폴에서 경제, 문화의 중심 역할을 하고 있다. 라인란트팔츠주의 도시인 루드비히스하펜과는 라인강을 사이에 두고 접해 있다.
1900년 이래 만하임은 중요한 산업과 상업, 교통의 중심지로서의 역할을 하고 있다. 독일내 두 번째로 큰 열차편성역(Rangier-Bahnhof)과 유럽의 중요한 연결 항구들이 그 토대가 되고 있다. 또한 만하임은 독일어 연구원(Institut für Deutsche Sprache)과 두덴(Duden) 출판사가 소재한 독일어 연구의 중심지이기도 하다.
만하임은 중요한 근대 발명품의 고향이기도 하다. 최초의 자전거를 1817년 카를 드라이아스(Karl Drais)가 만들었고, 1886년 카를 벤츠(Carl Benz)가 자동차 첫 도로주행을 했으며, 1921년에는 트랙터가 만들어졌다. 최근에는 활발한 음악공연이 명성을 얻고 있다.
만하임에는 만하임 대학교, 만하임 음대 등 많은 대학들이 있다.

## 지리

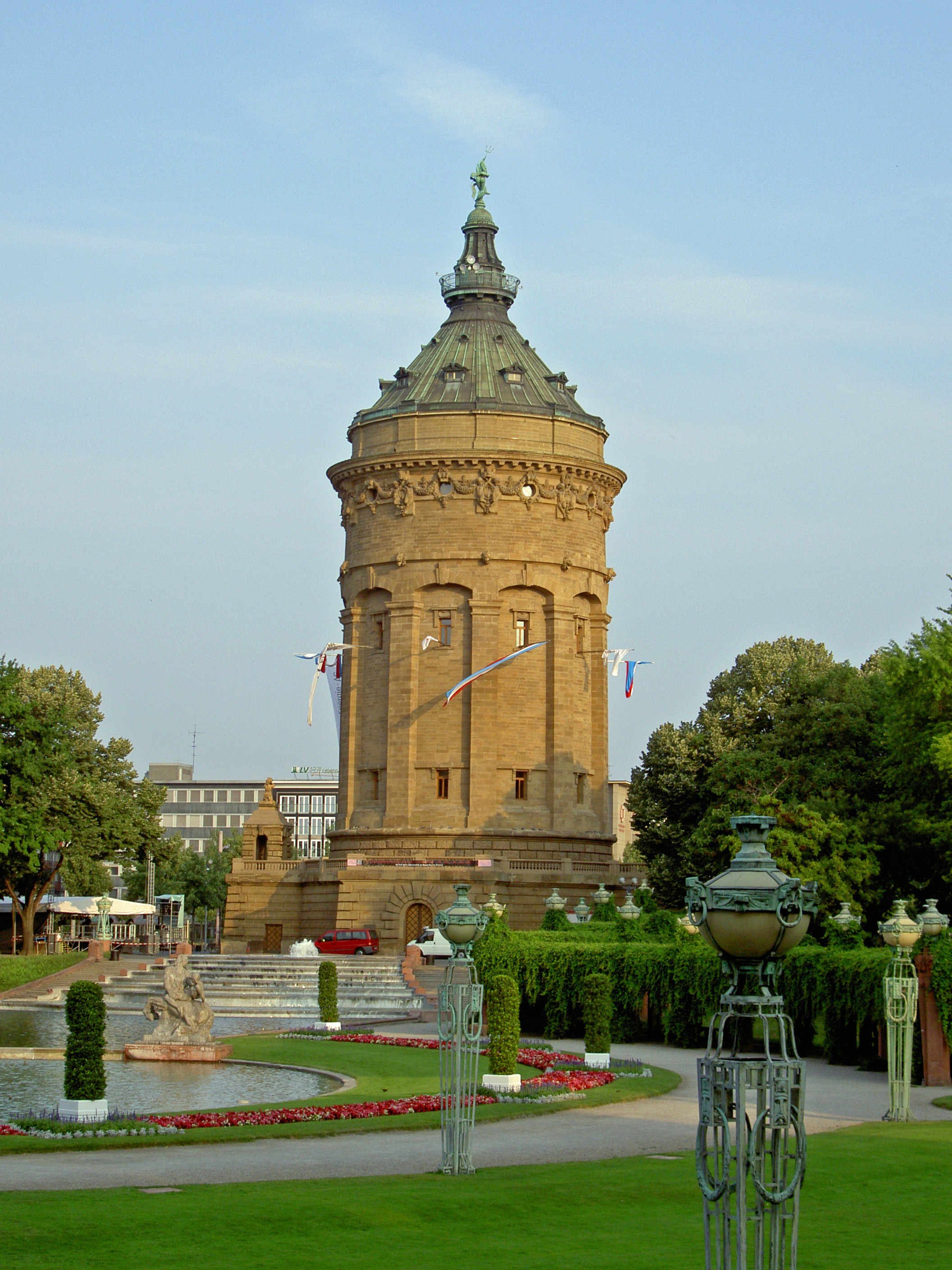
만하임의 랜드마크 Wasserturm (물타워)

만하임은 라인강 중상류, 라인강과 네카강 합류지점에 위치하고 있다.
만하임은 라인-넥카 메트로폴의 중심에 위치하고 있고, 라인넥카군(Rhein-Neckar-Kreises), 헤센주와 라인란트팔츠주와 접하고 있다.
가까운 대도시로는 북쪽으로 약 70 km 떨어진 프랑크푸르트(Frankfurt am Main)가 있고, 남동쪽 약 95 km 지점에 슈투트가르트(Stuttgart)가 있다.

## 역사

### 초기
만하임 마을은 766년 역사서 로르셔 코덱스(Lorscher Codex)에 처음으로 언급되고 있다. 오랫동안 중요하지 않은 어촌이었던 만하임은 1284년 팔츠 영주의 영지로 편입되었다. 1349년 라인강 통행료를 징수하기 위한 성인 아이헬하임이 들어 섰다. 1415년에 지기스문트 황제의 명령에 따라 폐위된 교황 요한 23세를 이곳에 감금하기도 했다. 선제후 프리드리히 폰 데어 팔츠가 1462년 제켄하임 전투에서 뷔르텐베르크 영주와 바덴 영주 그리고 메츠 주교의 연합군을 격파함으로써 오베르라인의 주인이 되었다. 1566년 만하임은 인구 700으로 하이델베르크 행정구역내에서 가장 큰 마을이었다.

### 도시 형성
1607년 만하임은 도시특권을 인정받았고, 선제후 프리드리히 4세(Friedrich IV. von der Pfalz)에 의해 프리드리히스부르크(Friedrichsburg) 요새가 건립되기 시작했다. 이 당시 도로망이 직각으로 계획되어 요새와 성을 연결하면서 현재의 정방형 도시의 형태를 갖추기 시작했다. 1622년 30년 전쟁 중에 가톨릭 측의 틸리(Tilly)에 의해 처음으로 파괴되었고, 1689년 팔츠 상속전쟁때에 프랑스군에게 다시 한번 희생되었다가 재건되었다.

### 문화, 정치적 번성
1720년 선제후 카를 필립은 수도를 하이델베르크에서 만하임으로 변경하고 만하임 성을 짓기 시작했다. (1760년 예수교회와 함께 완성됨). 만하임은 쿠어팔츠의 수도가 되면서 짧지만 화려한 전성기를 맞이하게 된다. 인구는 2만5천명에 이르렀다. 쿠어팔츠는 영주는 미술과 음악, 학문과 상업에 많은 후원을 해서 괴테와 실러, 레싱, 모차르트 등이 만하임에 머물렀다.
1778년 영주 카를 테오도르가 바이에른을 상속 받게 됨에 따라 수도가 뮌헨으로 옮기게 되었다. 이로 인해 문화적, 학문적 출현을 겪게 된다. 1795년 프랑스 군이 점령하고 또 오스트리아 군이 재 점령하게 된다. 1803년 최종적으로 정치적 위치를 잃게 된다. 쿠어팔츠는 제국대표단회의에서 해체되고 만하임은 바덴에 속하게 된다. 지리적으로 바덴의 북쪽 변방에 위치하게 되어 변경도시로 변하게 된다.

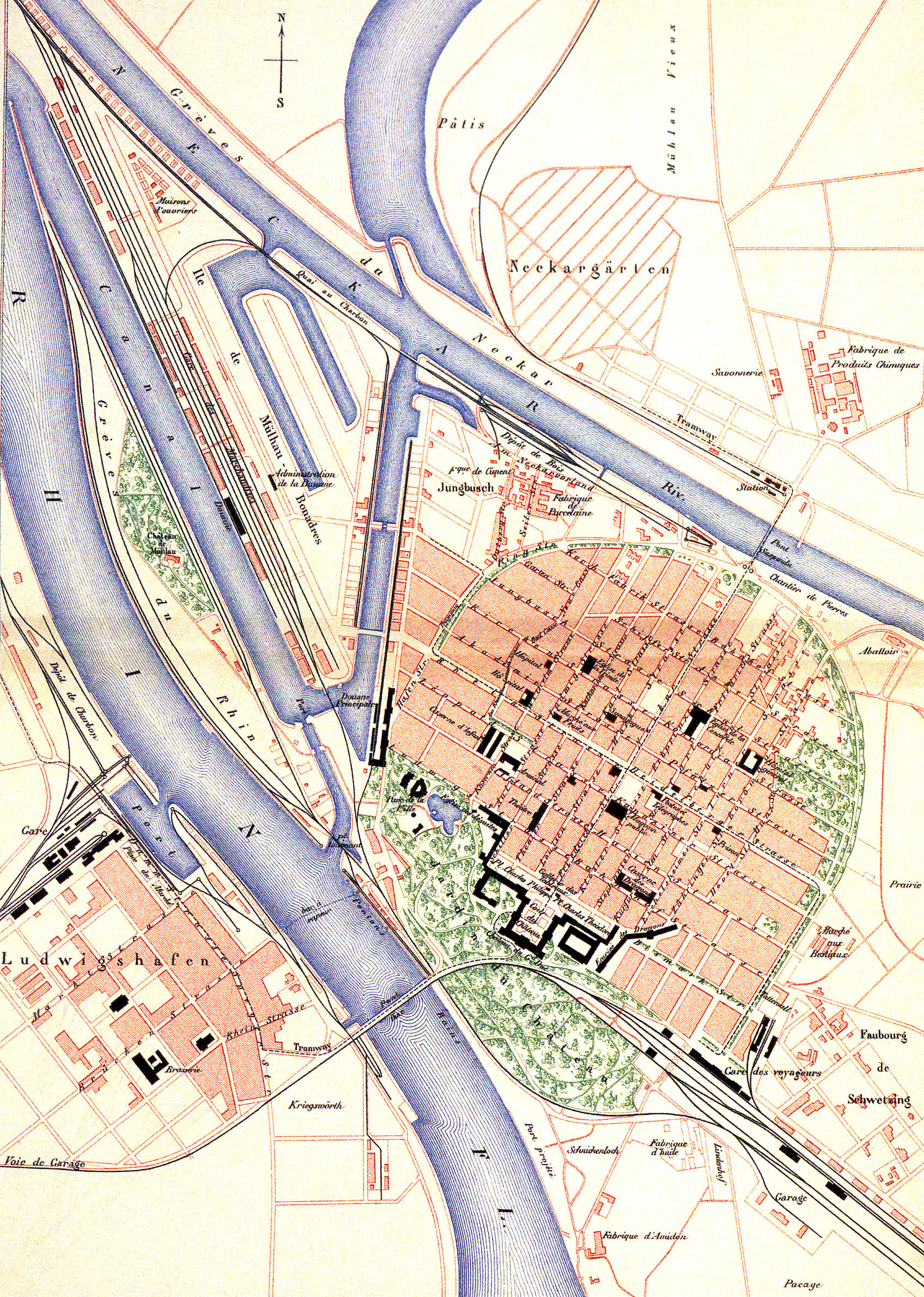
1880년 당시 만하임 지도

### 경제적 부흥
경제적 번성에 따라 만하임 또 다른 전성기를 맞이하게 된다. 1828년 라인항이 개항하고, 1840년에는 바덴의 최초의 철로인 만하임-하이델베르크 철도가 개통된다. 만하임은 1848년 혁명의 중심적 역할을 한다. 1865년 프리드리히 엥겔호른(Friedlich Engelhorn)에 의해 BASF(Badische Anilin- und Soda-Fabrik)가 창설된다. 이 회사는 염색공장에 시작한 회사로 현재 세계 최대의 화학회사이다. 현재는 라인강 건너 편인 루드비히스하펜으로 옮겨갔다. 1886년에는 카를 벤츠가 „가솔린 기관“ 자동차 특허를 받았다. 1차대전 후 하인리히 란츠 주식회사는 „불독“이라는 트랙터를 최초로 생산했다. 1922년에는 만하임 발전소가 운행되기 시작했다. 만하임어 라인샨체에서 함께 출발한 자매도시 루드비히스하펜과 함께 인구 38.5만명에 이르게 됐다.

### 제3제국에서 현재까지
제3제국하에서 약 2000명의 만하임의 유대인이 추방되었고, 공중폭격으로 도시는 거의 다 파괴되었으며 1945년에는 미군이 점령하였다. 많은 노력끝에 도시가 재건되는 과정에 만하임성과, 급수탑(Wasserturm)은 복원되고 국립국장은 자리를 옮겨 신축되었다. 1967년에 만하임에 대학이 들어 섰고1975년에는 루이젠 공원과 헤르쪼겐리트 공원에서 연방 정원쇼를 개최하였다. 이 과정에 방송송신탑과 제2 라인강 다리가 만들어졌고, 플란켄이 보행자 전용구역으로 변경되었고, 로젠가른텐을 준공했다. 1980-90년대에도 플라네타리움, 예술관 확장, 유대교사원, 이슬람사원, 기술 노동박물관, 칼 벤츠 스타디온이 만들어졌다. 최근 만하임은 산업분야의 일자리가 감소하고 있다. 이에 시당국은 공업지구와 서비스기업부지 설정을 통해 반전을 시도하고 있다. 그 예가 만하임 최고층 건물인 빅토리아 빌딩(Victoria-Hochhaus, 2001)의 건축이다. 2007년 도시 400주년을 기념해서 2000년부터 많은 건물들이 만들어지고 수리되고 있다.

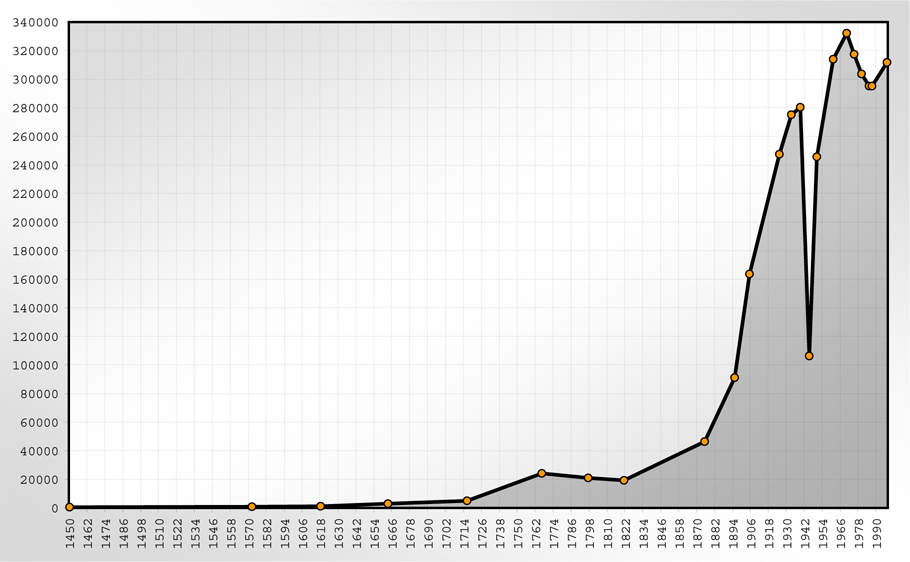
Bevölkerungsentwicklung

### 인구변화
만하임의 인구는 1896년 10만을 넘어서 대도시가 되었다. 1905년에는 16만이 넘었고 1961년에는 인구가 배로 증가했다. 1970년에 인구 33.3만으로 최고인구수를 기록했다. 2005년 3월말 현재 관청에 주거지로 등록하고 있는 인구는 307,583명이다.

## 정치

### 시의회

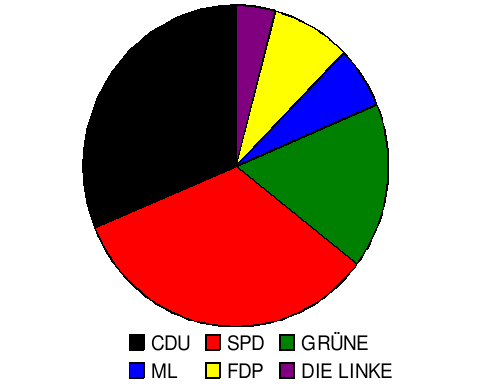
2009년 시의회

시의회는 의석은 48석으로 5년마다 직접투표에 의해 선출된다. 2차 대전이래 사민당이 다수를 차지해오다가 1999년부터 기민련이 원내1당이 되었었다. 하지만 최근에 실시된 선거(2009년 6월 7일)에서 사민당이 다시 1당으로 올라섰다.

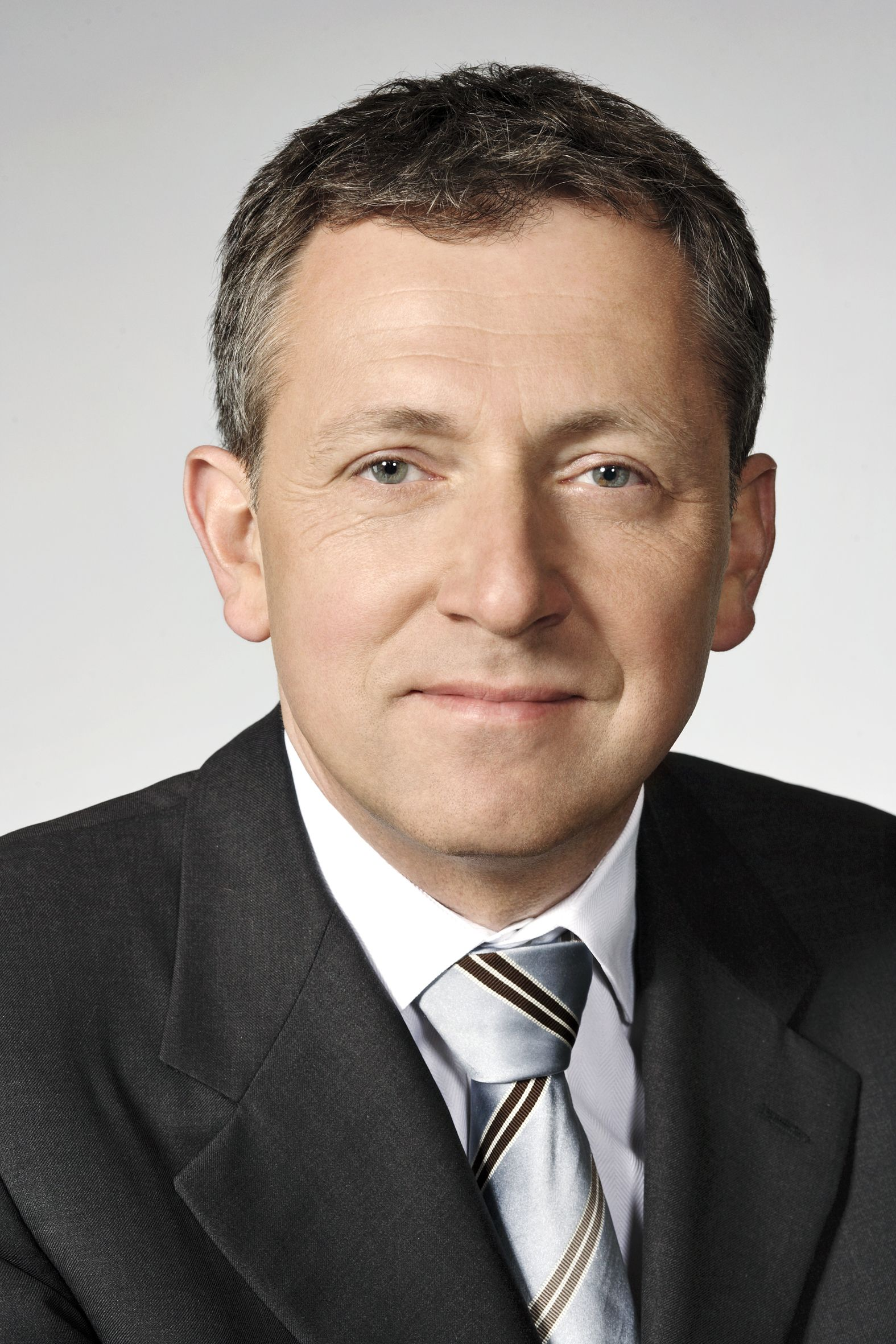
만하임 시장 페터 쿠르츠(Peter Kurz)

2009년 6월 7일 시의회 선거 결과:
| 2009년 시의회         | 2009년 시의회 | 2009년 시의회 | 2009년 시의회 | 2009년 시의회 |
| --------------------- | ------------- | ------------- | ------------- | ------------- |
| SPD                   | 30,6 %        | –1,4          | 16 석         | ±0            |
| CDU                   | 28,7 %        | –8,7          | 15 석         | –4            |
| Bündnis 90/Die Grünen | 15,9 %        | +4,2          | 8 석          | +3            |
| FDP                   | 8,0 %         | +3,8          | 4 석          | +2            |
| Mannheimer Liste      | 7,4 %         | -1,7          | 3 석          | -1            |
| Die Linke             | 4,9 %         | +2,6          | 2 석          | +1            |
| 기타                  | 4,5 %         | +3,5          | 0 석          | –1            |

### 시장
시의 행정기관과 시의회(Gemeinderat)의 수장은 시장(Oberbürgermeister)이다. 시장은 주민 직선으로 선출되며 임기는 8년이다. 2007년 실시된 선거에서 쿠르츠(Dr. Peter Kurz, SPD)가 당선되어 시장으로 재직하고 있다. 한명의 수석 부시장과 4명의 부시장이 시의회에서 선출된다. 그래서 선거당시의 정당간 의석분포를 반영한다. 이 부시장들은 시행정에서 한 분야를 맡아 이끌게 된다.(예. 문화, 재정, 사회등.)

역대 시장(1810년부터):
| - 1810-1820: Johann Wilhelm Reinhardt - 1820-1832: Valentin Möhl - 1833-1835: Heinrich Andriano - 1836-1849: Ludwig Jolly - 1849-1852: Friedrich Reiss - 1852-1861: Hans Christian Diffené - 1861-1870: Ludwig Achenbach - 1870-1891: Eduard Moll - 1891-1908: Otto Beck - 1908-1913: Paul Martin | - 1914-1928: Theodor Kutzer - 1928-1933: Hermann Heimerich (SPD) - 1933-1945: Carl Renninger (나치당(NSDAP)) - 1945-1948: Josef Braun (중앙당(Zentrum)) - 1948-1949: Fritz Cahn-Garnier (SPD) - 1949-1955: Hermann Heimerich (SPD) - 1956-1972: Hans Reschke (무소속) - 1972-1980: Ludwig Ratzel (SPD) - 1980-1983: Wilhelm Varnholt (SPD) - 1983-2007: Gerhard Widder (SPD) - 2007-현재 : Dr. Peter Kurz (SPD) |

## 교육

### 대학
24000명의 학생이 10개의 대학에 등록되어 있다.
- 만하임대학교(Universität Mannheim): 1907년에 상대로 개교했으며 1967년 종합대학(Universität)으로 승격했다. 이 대학은 경제학, 사회과학분야의 대학 평가에서 상위를 랭크되고 있다. 현재 11500명이 등록되어있다.
- 만하임 의학부 (Fakultät für klinische Medizin Mannheim. 하이델베르크 대학 소속):약 800명 등록
- 연방 공공행정 전문대학 (Fachhochschule des Bundes für öffentliche Verwaltung): 1978년 개교했으면 연방군행정 전공이 만하임에 있고 1200명이 등록되어 있다.
- 군행정,군기술 연방학교(Bundesakademie für Wehrverwaltung und Wehrtechnik): 1961년 개교했으며 연방 군행정 최고 교육기관이고, 군기술 분야의 주무교육기관이다.
- 연방군행정학교 1 (기술)(Bundeswehrverwaltungsschule I (Technik)): 연방군 기술자의 교육기관
- 연방노동청 대학(Hochschule der Bundesagentur für Arbeit): 2006년 개교했으며 노동관련 전문가를 양성한다. 900명 정원의 학사과정
- 만하임 대학 (Hochschule Mannheim): 1898년에 생긴 기술학교에 기원을 두며 1971년 기술 전문대학이 1995년 건축전문대학, 2006년에 사회사업전문대학과 통합하여 생긴 대학. 현재 4100의 학생이 있음.
- 만하임 음대(Staatliche Hochschule für Musik und Darstellende Kunst Mannheim): 1761년 세워진 Académie de Danse에 뿌리를 두고 있으며 현재 600명이 재학 중.
- 만하임 직업학교 (Berufsakademie Mannheim):1974년 세워졌으며 4500명 재학 중.
- 바덴뷔르텐베르크 팝아카데미():2003년 세워졌으며 독일에서 유일한 음악비지니스와 팝음악 디자인에 관한 학교다.
- 인간학적 교육학을 위한 자유대학(Freie Hochschule für anthroposophische Pädagogik Mannheim): 발도르프학교 교사양성학교

## 기후
| 만하임 (1991년~2020년)의 기후 | 만하임 (1991년~2020년)의 기후 | 만하임 (1991년~2020년)의 기후 | 만하임 (1991년~2020년)의 기후 | 만하임 (1991년~2020년)의 기후 | 만하임 (1991년~2020년)의 기후 | 만하임 (1991년~2020년)의 기후 | 만하임 (1991년~2020년)의 기후 | 만하임 (1991년~2020년)의 기후 | 만하임 (1991년~2020년)의 기후 | 만하임 (1991년~2020년)의 기후 | 만하임 (1991년~2020년)의 기후 | 만하임 (1991년~2020년)의 기후 | 만하임 (1991년~2020년)의 기후 |
| 월                            | 1월                           | 2월                           | 3월                           | 4월                           | 5월                           | 6월                           | 7월                           | 8월                           | 9월                           | 10월                          | 11월                          | 12월                          | 연간                          |
| ----------------------------- | ----------------------------- | ----------------------------- | ----------------------------- | ----------------------------- | ----------------------------- | ----------------------------- | ----------------------------- | ----------------------------- | ----------------------------- | ----------------------------- | ----------------------------- | ----------------------------- | ----------------------------- |
| 역대 최고 기온 °C (°F)        | 16.4 (61.5)                   | 20.2 (68.4)                   | 26.1 (79.0)                   | 32.0 (89.6)                   | 33.2 (91.8)                   | 38.9 (102.0)                  | 39.0 (102.2)                  | 39.8 (103.6)                  | 34.3 (93.7)                   | 28.5 (83.3)                   | 22.6 (72.7)                   | 17.5 (63.5)                   | 39.8 (103.6)                  |
| 일평균 최고 기온 °C (°F)      | 5.3 (41.5)                    | 7.3 (45.1)                    | 12.2 (54.0)                   | 17.2 (63.0)                   | 21.0 (69.8)                   | 24.5 (76.1)                   | 26.7 (80.1)                   | 26.5 (79.7)                   | 21.6 (70.9)                   | 15.5 (59.9)                   | 9.3 (48.7)                    | 5.9 (42.6)                    | 16.1 (61.0)                   |
| 일일 평균 기온 °C (°F)        | 2.4 (36.3)                    | 3.3 (37.9)                    | 7.1 (44.8)                    | 11.3 (52.3)                   | 15.3 (59.5)                   | 18.8 (65.8)                   | 20.7 (69.3)                   | 20.3 (68.5)                   | 15.8 (60.4)                   | 10.9 (51.6)                   | 6.2 (43.2)                    | 3.3 (37.9)                    | 11.3 (52.3)                   |
| 일평균 최저 기온 °C (°F)      | −0.7 (30.7)                   | −0.5 (31.1)                   | 2.1 (35.8)                    | 5.1 (41.2)                    | 9.2 (48.6)                    | 12.7 (54.9)                   | 14.6 (58.3)                   | 14.4 (57.9)                   | 10.6 (51.1)                   | 6.7 (44.1)                    | 2.8 (37.0)                    | 0.4 (32.7)                    | 6.5 (43.7)                    |
| 역대 최저 기온 °C (°F)        | −18.7 (−1.7)                  | −21.1 (−6.0)                  | −13.6 (7.5)                   | −6.4 (20.5)                   | −0.1 (31.8)                   | 4.0 (39.2)                    | 4.7 (40.5)                    | 5.3 (41.5)                    | 2.5 (36.5)                    | −5.0 (23.0)                   | −8.7 (16.3)                   | −18.3 (−0.9)                  | −21.1 (−6.0)                  |
| 평균 강수량 mm (인치)         | 41.9 (1.65)                   | 40.6 (1.60)                   | 42.3 (1.67)                   | 40.5 (1.59)                   | 67.6 (2.66)                   | 63.8 (2.51)                   | 71.2 (2.80)                   | 61.7 (2.43)                   | 50.0 (1.97)                   | 53.0 (2.09)                   | 52.9 (2.08)                   | 55.0 (2.17)                   | 640.5 (25.22)                 |
| 평균 강수일수 (≥ 1.0 mm)      | 15.1                          | 13.9                          | 13.5                          | 12.0                          | 14.4                          | 13.0                          | 14.4                          | 13.5                          | 11.8                          | 13.8                          | 15.5                          | 17.2                          | 168.3                         |
| 평균 강설일수 (≥ 1.0 cm)      | 5.7                           | 3.1                           | 1.0                           | 0                             | 0                             | 0                             | 0                             | 0                             | 0                             | 0                             | 0.6                           | 3.0                           | 13.4                          |
| 평균 상대 습도 (%)            | 82.4                          | 77.8                          | 70.7                          | 64.8                          | 67.0                          | 66.0                          | 65.2                          | 66.6                          | 72.9                          | 81.3                          | 85.4                          | 84.9                          | 73.7                          |
| 평균 월간 일조시간            | 56.0                          | 82.1                          | 135.9                         | 190.8                         | 216.9                         | 225.6                         | 235.6                         | 224.2                         | 169.7                         | 108.1                         | 56.1                          | 44.1                          | 1,733.7                       |
| 출처 1: 세계기상기구          |                               |                               |                               |                               |                               |                               |                               |                               |                               |                               |                               |                               |                               |
| 출처 2: 독일 기상청           |                               |                               |                               |                               |                               |                               |                               |                               |                               |                               |                               |                               |                               |

## 자매 도시
- 영국 스완지 (1957년)
- 프랑스 툴롱 (1959년)
- 독일 샬로텐부르크-빌머스도르프 (1961년)
- 캐나다 윈저 (1980년)
- 독일 리자 (1988년)
- 몰도바 키시너우 (1989년)
- 폴란드 비드고슈치 (1991년)
- 리투아니아 클라이페다 (2002년)
- 중국 전장 시 (2004년)
- 이스라엘 하이파 (2009년)

## 만하임에서 만들어진 혁신품

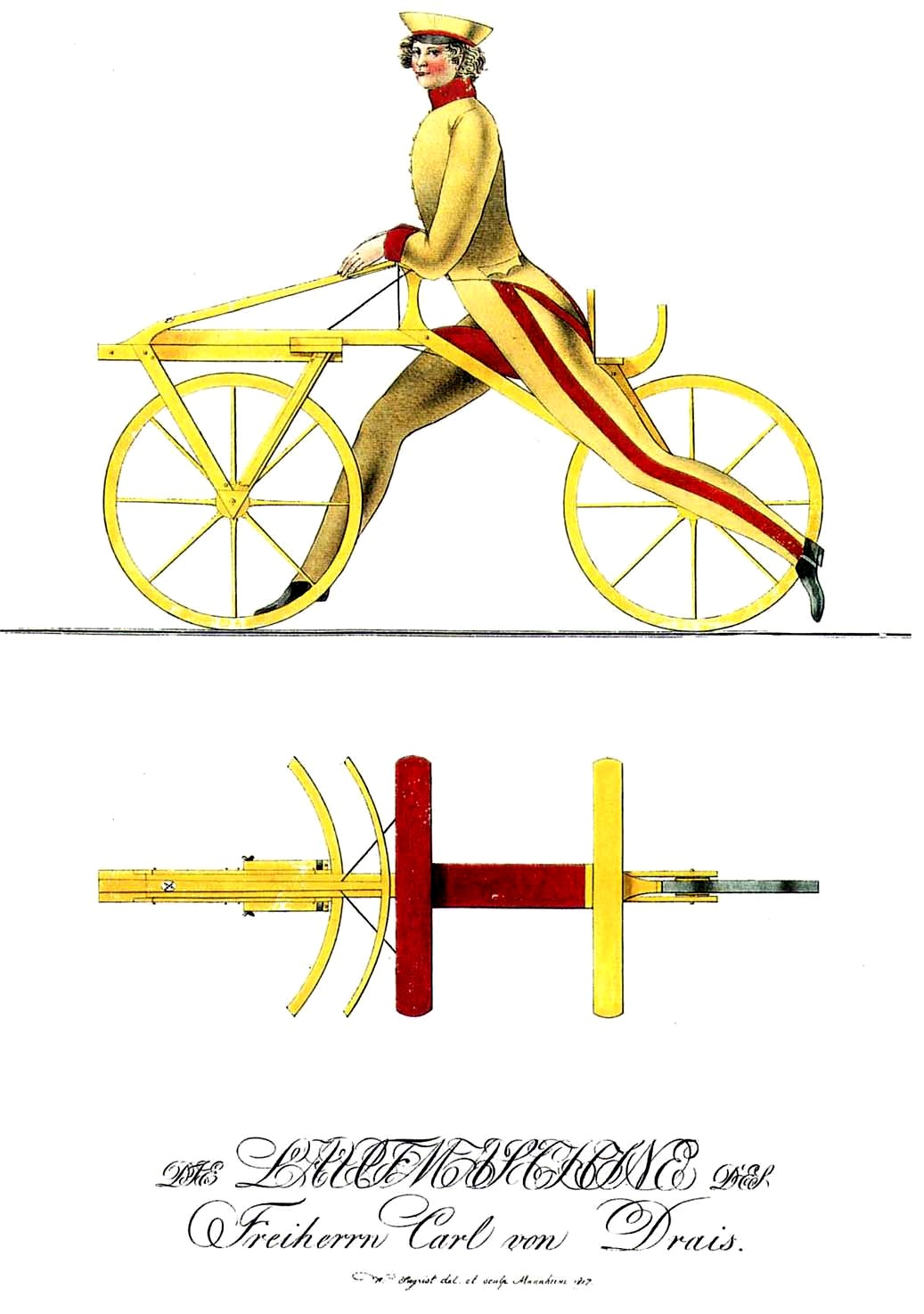
1817년 칼 프라이레르가 만하임에서 세계 최초로 자전거를 만들었다.
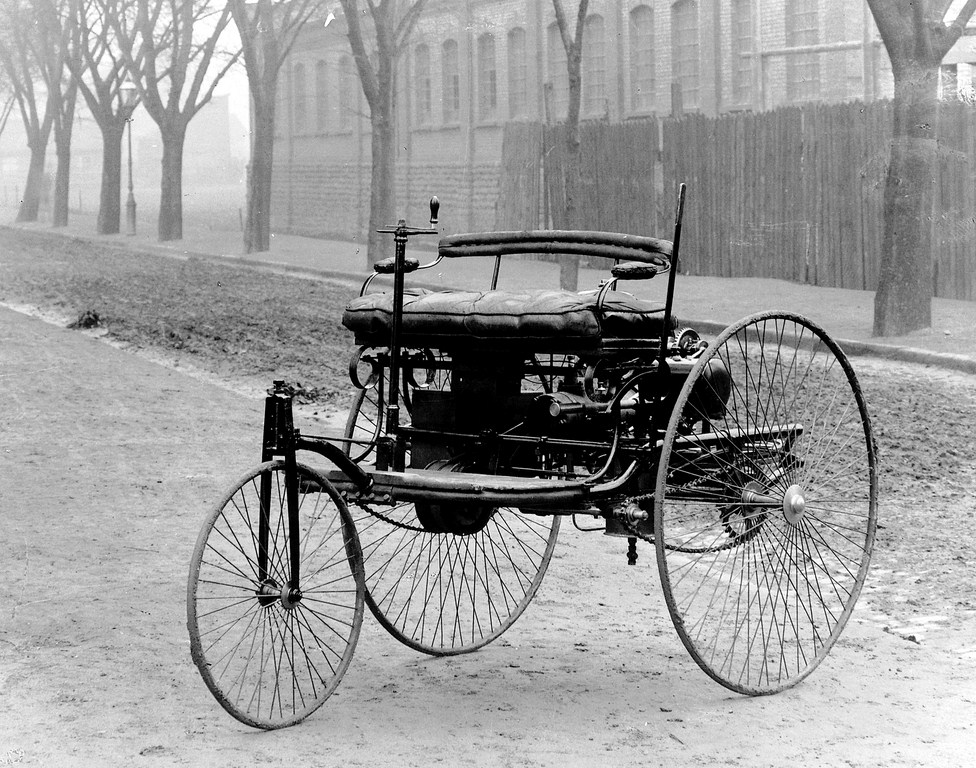
1885년 칼 벤츠가 만하임에서 세계 최초의 자동차를 만들었다.
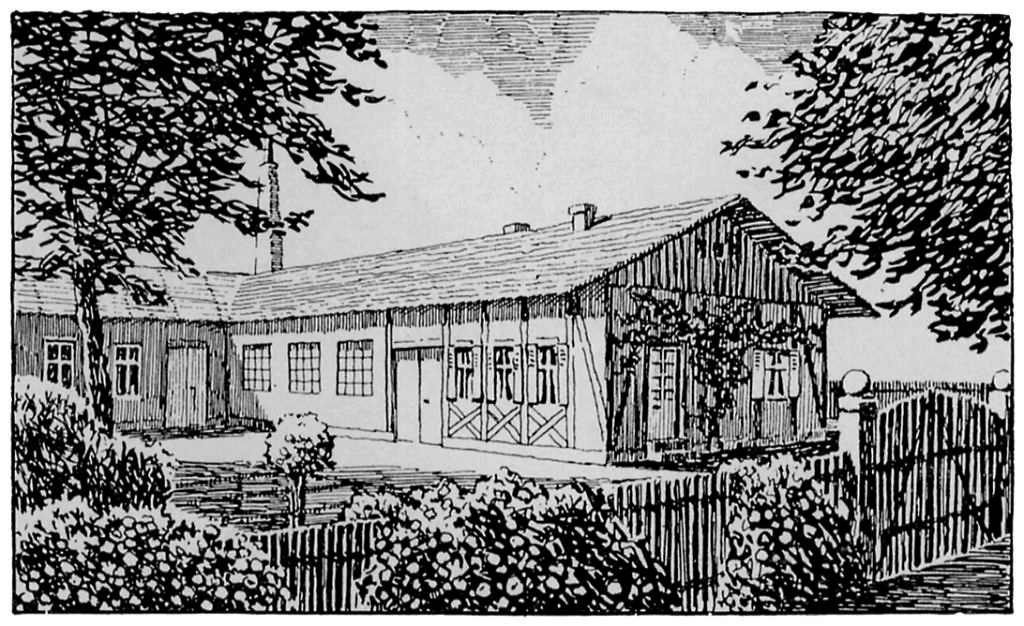
만하임(T6, 11)의 칼 벤츠 공장
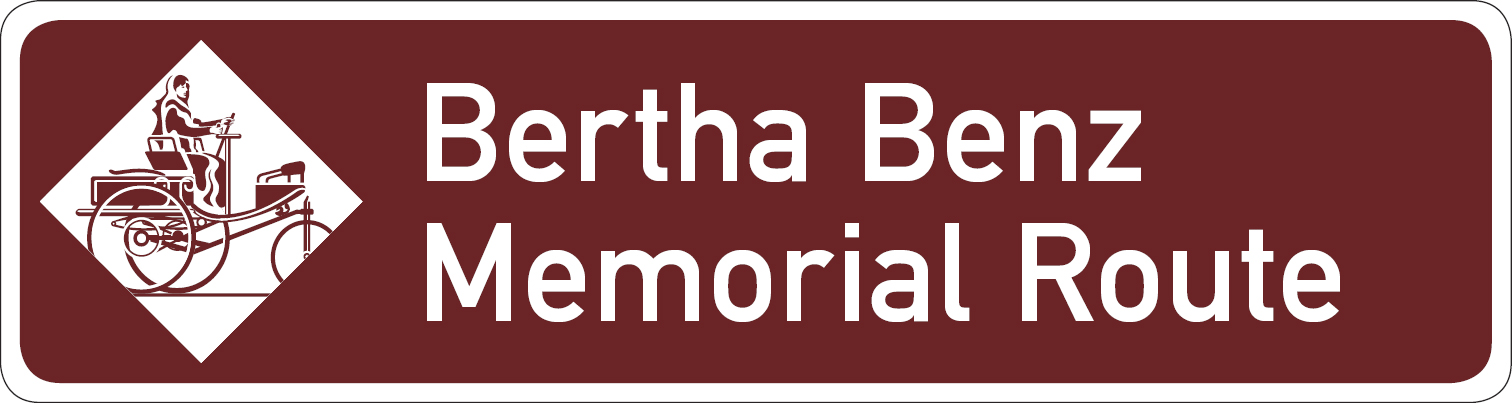
베르타 벤츠 기념 루트의 공식 안내판, 1888년 세계 최초의 자동차를 이용한 장거리 여행이 만하임과 포르츠하임사이(104km)에서 있었다.